# Кофман, Майкл
Майкл Кофман (род. 1982, Киев) — американский военный аналитик, известный своим опытом работы по Вооружёнными силами Российской Федерации. Он является директором программы изучения России в CNA, научным сотрудником Центра новой американской безопасности, а до 2021 года был научным сотрудником Института Кеннана при Международном центре Вудро Вильсона.

## Биография

### Ранняя жизнь и образование
Кофман родился в Киеве, Украинская ССР, Советский Союз и жил в Николаеве до эмиграции в США в начале 1991 года перед обретением Украиной независимости и распадом Советского Союза. Кофман свободно владеет русским и английским языками. Получил степень бакалавра гуманитарных наук в области политологии в Северо-восточном университете и степень магистра гуманитарных наук в области международной безопасности в Школе дипломатической службы Эдмунда А. Уолша в Джорджтаунском университете.

### Карьера
С 2005 по 2006 год Кофман был исследователем в Институте мира США. С 2008 по 2014 год он был научным сотрудником Национального университета обороны. Майкл Кофман работал менеджером программы и экспертом в предметной области, консультируя U.S. правительственных и военных чиновников по вопросам, связанным с Россией и Евразией. С 2014 по 2021 год он был научным сотрудником Института Кеннана при Международном центре ученых имени Вудро Вильсона, США — аналитический центр, занимающийся изучением России и других постсоветских государств.
В 2015 году Кофман присоединился к CNA Corporation в качестве научного сотрудника. Его исследования сосредоточены на России и бывшем Советском Союзе, и он специализируется на российских вооруженных силах и российской военной мысли, возможностях и стратегии. С 2022 года он является директором исследовательской программы CNA по изучению России. Он также был научным сотрудником Института современной войны с 2017 по 2018 год, а с 2021 года — старшим научным сотрудником Центра новой американской безопасности.

## Вторжение России в Украину
Кофман был убеждён, что Россия вторгнется и Украина потерпит поражение. За три дня до вторжения в журнале Foreign Affairs Кофман и Эдмондс написали статью «англ. Russia’s Shock and Awe: Why Moscow Would Use Overwhelming Force Against Ukraine» («Шок и трепет России: почему Москва применит подавляющую силу против Украины»). Во время российского вторжения на территорию Украины Кофман стал ведущим экспертом по войне и вооружённым силам России.
На протяжении всей войны он критиковал эффективность российских вооружённых сил во время их вторжения на территорию Украины. В интервью The New Yorker Кофман сказал, что российские военные были «глубоко оптимистичны в отношении своей способности быстро проникнуть в столицу и заставить Зеленского либо бежать, либо сдаться. Таким образом, первоначальная операция — это полный провал. Политические предположения в Москве о том, что с 2014 года на территории Украины практически ничего не изменилось, и что они могут провести чуть более масштабную версию операции 2014 года».
Он отметил, что российские вооружённые силы «не были созданы для этой войны. С точки зрения личного состава, готовности и тылового обеспечения они не были предназначены для поддержки стратегических наземных наступлений или удержания больших участков местности, особенно в стране размером с Украину». Выступая на мероприятии, организованном RUSI, Кофман сказал, что, хотя проблемы с логистикой, связанные с наступлением российских вооруженных сил, «переоценены», тем не менее их станет «чрезвычайно трудно исправить… военным часто приходится изучать проблемы на горьком опыте».

## Личная жизнь
Майкл Кофман живёт в Александрии, штат Виргиния.